# Населення Гаїті
Населення Гаїті. Чисельність населення країни 2015 року становила 10,110 млн осіб (89-те місце у світі). Оцінка кількості населення цієї держави враховує ефекти зайвої смертності через захворювання на СНІД. Чисельність гаїтян стабільно збільшується, народжуваність 2015 року становила 22,31 ‰ (73-тє місце у світі), смертність — 7,83 ‰ (103-тє місце у світі), природний приріст — 1,172 % (103-тє місце у світі) . 

## Природний рух

### Відтворення
Народжуваність у Гаїті, станом на 2015 рік, дорівнює 22,31 ‰ (73-тє місце у світі). Коефіцієнт потенційної народжуваності 2015 року становив 2,69 дитини на одну жінку (71-ше місце у світі). Рівень застосування контрацепції 34,5 % (станом на 2012 рік). Середній вік матері при народженні першої дитини становив 22,7 року, медіанний вік для жінок — 25—29 років (оцінка на 2012 рік).
Смертність у Гаїті 2015 року становила 7,83 ‰ (103-тє місце у світі).
Природний приріст населення в країні 2015 року становив 1,172 % (103-тє місце у світі).

### Вікова структура

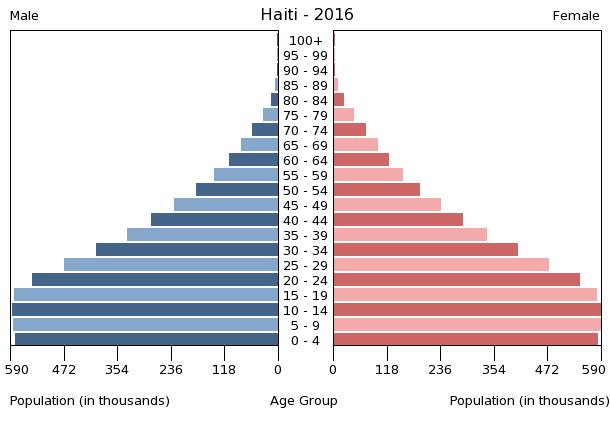
Віково-статева піраміда населення Гаїті, 2016 рік

Середній вік населення Гаїті становить 22,6 року (174-те місце у світі): для чоловіків — 22,4, для жінок — 22,8 року. Очікувана середня тривалість життя 2015 року становила 63,51 року (187-ме місце у світі), для чоловіків — 62,07 року, для жінок — 64,95 року.
Вікова структура населення Гаїті, станом на 2015 рік, виглядає таким чином:
- діти віком до 14 років — 33,28 % (1 686 647 чоловіків, 1 678 156 жінок);
- молодь віком 15—24 роки — 21,64 % (1 093 024 чоловіка, 1 094 591 жінка);
- дорослі віком 25—54 роки — 35,78 % (1 801 988 чоловіків, 1 815 819 жінок);
- особи передпохилого віку (55—64 роки) — 5,11 % (247 588 чоловіків, 269 103 жінки);
- особи похилого віку (65 років і старіші) — 4,18 % (188 952 чоловіка, 234 151 жінка)[1].

## Розселення
Густота населення країни 2015 року становила 388,6 особи/км² (32-ге місце у світі). Населення територією країни розподілене досить рівномірно. Найбільша концентрація в прибережних районах та навколо столиці.

### Урбанізація
Гаїті високоурбанізована країна. Рівень урбанізованості становить 58,6 % населення країни (станом на 2015 рік), темпи зростання частки міського населення — 3,78 % (оцінка тренду за 2010—2015 роки).
Головні міста держави: Порт-о-Пренс (столиця) — 2,44 млн осіб (дані за 2015 рік).

### Міграції
Річний рівень еміграції 2015 року становив 2,76 ‰ (177-ме місце у світі). Цей показник не враховує різниці між законними і незаконними мігрантами, між біженцями, трудовими мігрантами та іншими.

#### Біженці й вимушені переселенці
У країні налічується 62,59 тис. внутрішньо переміщених осіб, переважно жертв землетрусу 2010 року.
У країні перебуває 977 осіб без громадянства (народжені в Домініканській Республіці до 2010 року).
Гаїті є членом Міжнародної організації з міграції (IOM).

## Расово-етнічний склад
| Етнічний склад (2015 рік) | Етнічний склад (2015 рік) | Етнічний склад (2015 рік) | Етнічний склад (2015 рік) | Етнічний склад (2015 рік) |
| ------------------------- | ------------------------- | ------------------------- | ------------------------- | ------------------------- |
| Етнос:                    |                           |                           | Відсоток:                 |                           |
| темношкірі                | темношкірі                |                           | 95%                       | 95%                       |
| мулати й білі             | мулати й білі             |                           | 5%                        | 5%                        |

Головні етноси країни: темношкірі — 95 %, мулати й білі — 5 % населення.

## Мови
| Мови Гаїті (2015 рік) | Мови Гаїті (2015 рік) | Мови Гаїті (2015 рік) | Мови Гаїті (2015 рік) | Мови Гаїті (2015 рік) |
| --------------------- | --------------------- | --------------------- | --------------------- | --------------------- |
| Мова:                 |                       |                       | Відсоток:             |                       |
| французька            | французька            |                       | %                     | %                     |
| креольська            | креольська            |                       | %                     | %                     |

Офіційні мови: французька і креольська.

## Релігії
| Релігії в Гаїті (2009 рік) | Релігії в Гаїті (2009 рік) | Релігії в Гаїті (2009 рік) | Релігії в Гаїті (2009 рік) | Релігії в Гаїті (2009 рік) |
| -------------------------- | -------------------------- | -------------------------- | -------------------------- | -------------------------- |
| Віросповідання:            |                            |                            | Відсоток:                  |                            |
| католики                   | католики                   |                            | 54.7%                      | 54.7%                      |
| вудуїсти                   | вудуїсти                   |                            | 2.1%                       | 2.1%                       |
| протестанти                | протестанти                |                            | 28.5%                      | 28.5%                      |
| інші                       | інші                       |                            | 4.6%                       | 4.6%                       |
| атеїсти                    | атеїсти                    |                            | 10.2%                      | 10.2%                      |

Головні релігії й вірування, які сповідує, і конфесії та церковні організації, до яких відносить себе населення країни: римо-католицтво (державна релігія) — 54,7 %, вудуїзм (державна релігія з 2003 року) — 2,1 %, протестантизм — 28,5 % (баптизм — 15,4 %, п'ятидесятництво — 7,9 %, адвентизм — 3 %, методизм — 1,5 %, інші — 0,7 %), інші — 4,6 %, не сповідують жодної — 10,2 %. Анімістичні й вудуїстські практики дуже поширені серед католиків.

## Освіта
Рівень письменності 2015 року становив 60,7 % дорослого населення (віком від 15 років): 64,3 % — серед чоловіків, 57,3 % — серед жінок.
Дані про державні витрати на освіту у відношенні до ВВП країни, станом на 2015 рік, відсутні.

## Охорона здоров'я
Забезпеченість лікарняними ліжками в стаціонарах — 1,3 ліжка на 1000 мешканців (станом на 2007 рік). Загальні витрати на охорону здоров'я 2014 року становили 7,6 % ВВП країни (96-те місце у світі).
Смертність немовлят до 1 року, станом на 2015 рік, становила 47,98 ‰ (40-ве місце у світі); хлопчиків — 51,71 ‰, дівчаток — 44,21 ‰. Рівень материнської смертності 2015 року становив 359 випадків на 100 тис. народжень (31-ше місце у світі).
Гаїті входить до складу ряду міжнародних організацій: Міжнародного руху (ICRM) і Міжнародної федерації товариств Червоного Хреста і Червоного Півмісяця (IFRCS), Дитячого фонду ООН (UNISEF), Всесвітньої організації охорони здоров'я (WHO).

### Захворювання
Потенційний рівень зараження інфекційними хворобами в країні дуже високий. Найпоширеніші інфекційні захворювання: діарея, гепатит А і Е, черевний тиф, гарячка денге, малярія. Станом на серпень 2016 року в країні були зареєстровані випадки зараження вірусом Зіка через укуси комарів Aedes, переливання крові, статевим шляхом, під час вагітності.
2014 року зареєстровано 141,3 тис. хворих на СНІД (33-тє місце у світі), це 1,93 % населення в репродуктивному віці 15—49 років (27-ме місце у світі). Смертність 2014 року від цієї хвороби становила 3,8 тис. осіб (40-ве місце у світі).
Частка дорослого населення з високим індексом маси тіла 2014 року становила 10,7 % (137-ме місце у світі); частка дітей віком до 5 років зі зниженою масою тіла становила 11,6 % (оцінка на 2012 рік). Ця статистика показує як власне стан харчування, так і наявну/гіпотетичну поширеність різних захворювань.

### Санітарія
Доступ до облаштованих джерел питної води 2015 року мало 64,9 % населення в містах і 47,6 % у сільській місцевості; загалом 57,7 % населення країни. Відсоток забезпеченості населення доступом до облаштованого водовідведення (каналізація, септик): у містах — 33,6 %, в сільській місцевості — 19,2 %, загалом по країні — 27,6 % (станом на 2015 рік). Споживання прісної води, станом на 2009 рік, дорівнює 1,2 км³ на рік, або 134,3 тонни на одного мешканця на рік: з яких 17 % припадає на побутові, 3 % — на промислові, 80 % — на сільськогосподарські потреби.

## Соціально-економічне становище
Співвідношення осіб, що в економічному плані залежать від інших, до осіб працездатного віку (15—64 роки) загалом становить 62,3 % (станом на 2015 рік): частка дітей — 54,8 %; частка осіб похилого віку — 7,5 %, або 13,3 потенційно працездатного на 1 пенсіонера. Загалом ці показники характеризують рівень затребуваності державної допомоги в секторах освіти, охорони здоров'я і пенсійного забезпечення, відповідно. За межею бідності 2012 року перебувало 58,5 % населення країни. Розподіл доходів домогосподарств у країні виглядає таким чином: нижній дециль — 0,7 %, верхній дециль — 47,7 % (станом на 2001 рік).
Станом на 2013 рік, у країні 7,4 млн осіб не має доступу до електромереж; 38 % населення має доступ, у містах цей показник дорівнює 72 %, у сільській місцевості — 15 %. Рівень проникнення інтернет-технологій надзвичайно низький. Станом на липень 2015 року в країні налічувалось 1,233 млн унікальних інтернет-користувачів (119-те місце у світі), що становило 12,2 % загальної кількості населення країни.

### Трудові ресурси
Загальні трудові ресурси 2014 року становили 4,594 млн осіб (88-ме місце у світі). Гостра нестача кваліфікованої робочої сили і всіх видів технічного персоналу. Зайнятість економічно активного населення у господарстві країни розподіляється таким чином: аграрне, лісове і рибне господарства — 38,1 %; промисловість і будівництво — 11,5 %; сфера послуг — 50,4 % (2010). 2,587 млн дітей у віці від 5 до 14 років (21 % загальної кількості) 2006 року були залучені до дитячої праці. Безробіття 2010 року дорівнювало 40,6 % працездатного населення (197-ме місце у світі). Формально 70 % населення країни не мають постійного джерела доходу.

## Кримінал

### Наркотики

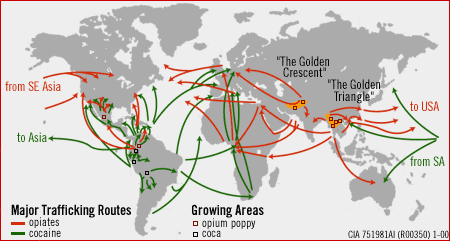
Світові маршрути наркотрафіку

Важливий перевалочний пункт Карибського регіону для кокаїну, що прямує на ринок США і Європи; значне внутрішнє споживання конопель; у країні присутня значна готівкова маса, отримана від контрабанди наркотиків; колумбійські наркокортелі використовують Гаїті для власних нелегальних фінансових транзакцій.

### Торгівля людьми
Згідно зі щорічною доповіддю про торгівлю людьми (англ. Trafficking in Persons Report) Управління з моніторингу та боротьби з торгівлею людьми Державного департаменту США, уряд Гаїті докладає значних зусиль у боротьбі з явищем примусової праці, сексуальної експлуатації, незаконною торгівлею внутрішніми органами, але не в повній мірі, країна перебуває у списку спостереження другого рівня.

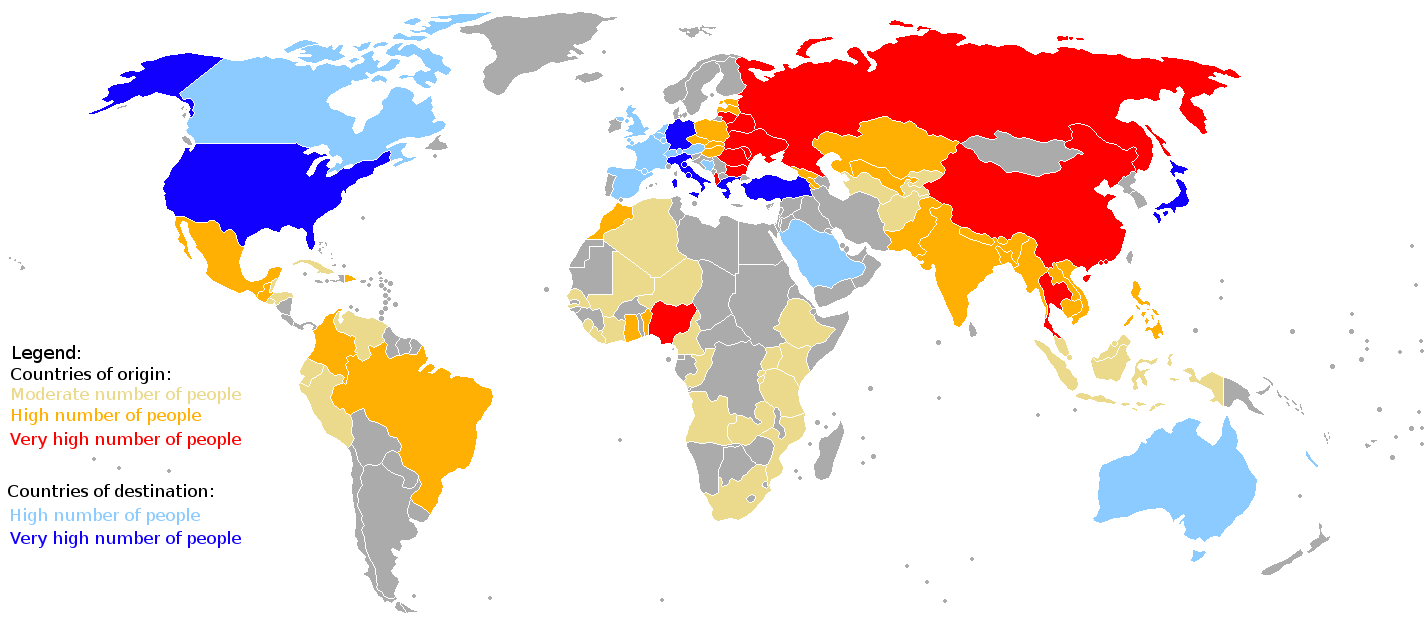
Країни-донори (червоний) і країни-реципієнти кримінальних потоків  (англ.)
Глобальна боротьба з торгівлею людьми (англ.)

## Гендерний стан
Статеве співвідношення (оцінка 2015 року):
- при народженні — 1,01 особи чоловічої статі на 1 особу жіночої;
- у віці до 14 років — 1,01 особи чоловічої статі на 1 особу жіночої;
- у віці 15—24 років — 1 особи чоловічої статі на 1 особу жіночої;
- у віці 25—54 років — 0,99 особи чоловічої статі на 1 особу жіночої;
- у віці 55—64 років — 0,92 особи чоловічої статі на 1 особу жіночої;
- у віці за 64 роки — 0,81 особи чоловічої статі на 1 особу жіночої;
- загалом — 0,99 особи чоловічої статі на 1 особу жіночої[1].

## Демографічні дослідження
Демографічні дослідження у країні ведуться рядом державних і наукових установ:

### Українською
- Атлас. 10—11 клас. Економічна і соціальна географія світу / упорядники :  О. Я. Скуратович, Н. І. Чанцева. — К. : ДНВП «Картографія», 2010. — ISBN 978-966-475-639-3.
- Атлас світу / голов. ред. І. С. Руденко ; зав. ред. В. В. Радченко ; відп. ред. О. В. Вакуленко. — К. : ДНВП «Картографія», 2005. — 336 с. — ISBN 9666315467.
- Безуглий В. В. Економічна і соціальна географія зарубіжних країн : Навчальний посібник. — К. : ВЦ «Академія», 2007. — 704 с. — ISBN 978-966-580-239-6.
- Безуглий В. В., Козинець С. В. Регіональна економічна і соціальна географія світу : Навчальний посібник. — видання 2-ге, доп., перероб. — К. : ВЦ «Академія», 2007. — 688 с. — ISBN 966-580-144-9.
- Головченко В. І., Кравчук О. Країнознавство: Азія, Африка, Латинська Америка, Австралія і Океанія. — К., 2006. — 335 с. — ISBN 966-8939-04-2.
- Гудзеляк І. І. Географія населення: Навчальний посібник / І. Гудзеляк. — Л. : Видавничий центр ЛНУ імені Івана Франка, 2008. — 232 с. — ISBN 978-966-613-599-8.
- Дахно І. І. Країни світу: Енциклопедичний довідник / І. І. Дахно, С. М. Тимофієв. — К. : Мапа, 2011. — 606 с. — (Бібліотека нового українця) — ISBN 978-966-8804-23-6.
- Дахно І. І. Економічна географія зарубіжних країн : навчальний посібник. — К. : Центр учбової літератури, 2014. — 319 с. — ISBN 978-611-01-0682-5.
- Джаман В. О. Регіональні системи розселення: демографічні аспекти. — Чернівці : Рута, 2003. — 392 с. — ISBN 9665685988.
- Дорошенко Л. С. Демографія: Навчальний посібник. — К. : МАУП, 2005. — 112 с. — ISBN 966-608-442-2.
- Дубович І. А. Країнознавчий словник-довідник. — 5-те вид., перероб. і доп. — К. : Знання, 2008. — 839 с. — ISBN 978-966-346-330-8.
- Економічна і соціальна географія країн світу. Навчальний посібник / За ред. Кузика С. П. — Л. : Світ, 2002. — 672 с. — ISBN 966-603-178-7.
- Загальна медична географія світу / В. О. Шевченко [та ін.] — К. : [б.в.], 1998. — 178 с.
- Книш М. М., Мамчур О. І. Регіональна економічна і соціальна географія світу (Латинська Америка та Карибські країни, Африка, Азія, Океанія) : навч. посіб. — Л. : ЛНУ ім. Івана Франка, 2013. — 368 с. — ISBN 978-617-10-0007-0.
- Крисаченко В. С. Динаміка населення: Популяційні, етнічні та глобальні виміри. — К. : Видавництво Національного інституту стратегічних досліджень, 2005. — 368 с. — ISBN 966-554-083-1.
- Кузик С. П., Книш М. М. Економічна і соціальна географія країн Америки : навч. посіб. — Л. : ЛНУ ім. Івана Франка, 1999. — 299 с. — ISBN 966-613-026-2.
- Любіцева О. О., Мезенцев К. В., Павлов С. В. Географія релігій. — К. : АртЕК, 1999. — 504 с. — ISBN 966-505-006-0.
- Масляк П. О. Країнознавство. — К. : Знання, 2007. — 292 с. — (Вища освіта XXI століття)
- Масляк П. О., Дахно І. І. Економічна і соціальна географія світу / П. О. Масляк, І. І. Дахно ; за ред. П. О. Масляка. — К. : Вежа, 2003. — 280 с. — ISBN 966-7091-53-8.

### Російською
- (рос.) Гаити // Демографический энциклопедический словарь / главн. ред. Валентей Д. И. — М. : Советская энциклопедия, 1985. — 608 с.
- (рос.) Гаити // Латинская Америка. Энциклопедический справочник [в 2-х тт.] / Главный редактор В. В. Вольский. — М. : Советская энциклопедия, 1979. — Т. 1. А-К. — 576 с.
- (рос.) Гаити // Страны и народы. Америка. Общий обзор Латинской Америки. Средняя Америка / Редкол. : отв. ред. В. В. Вольский, Я. Г. Машбиц и др. — М. : «Мысль», 1981. — 333 с. — (Страны и народы) — 180 тис. прим.
- (рос.) Атлас народов мира / Отв. ред. С. И. Брук и В. С. Апенченко. — М. : ГУГК ГГК СССР и Институт этнографии им. Н. Н. Миклухо-Маклая АН СССР, 1964. — 185 с. — 20 тис. прим.
- (рос.) Численность и расселение народов мира. Этнографические очерки / под ред. С. И. Брука. — М. : Издательство АН СССР, 1962. — 487 с.
- (рос.) Лаппо Г. М. География городов: Учебное пособие для географических факультетов вузов. — М. : Туманит, изд. центр ВЛАДОС, 1997. — 476 с. — ISBN 5-691-00047-0.
- (рос.) Ягельский А. География населения. — М. : Прогресс, 1980. — 383 с.